# Liliane Waldner
 Liliane Waldner (* 30. November 1951 in Zürich) ist eine Schweizer Betriebsökonomin Bachelor of Business Administration, Politikerin und Gewerkschafterin.

## Leben
Waldner wurde in Zürich geboren und wuchs auch dort auf. Sie ist die Tochter von Yusufu Lule und der Schweizerin Hildegard Schwarz-Waldner (1930–1999). Sie lernte ihren prominenten Vater erst im Alter von 30 Jahren kennen. Yusufu Kironde Lule war als Akademiker, früherer Hochschulrektor und stellvertretender Generalsekretär des Commonwealth bereits hoch angesehen, als er beim Sturz des Diktators Idi Amin eine Schlüsselrolle einnahm und danach ganz kurze Zeit Staatspräsident von Uganda war.

## Werdegang und Wirken
Waldner arbeitete zunächst in der Industrie. Von 1983 bis 1994 war sie als persönliche Mitarbeiterin der Stadträtin Emilie Lieberherr tätig. Von 1986 bis 2003 war Waldner für die SP Mitglied des Kantonsrates des Kantons Zürich, bis sie vom Kantonsrat im Jahr 2003 als Mitglied des Bankrats der ZKB gewählt wurde. Dieses Amt hatte sie bis 2015 inne. Bis 2003 hatte sie zudem ein Mandat als EKZ-Verwaltungsrätin. Von 2009 bis 2016 war sie Delegierte der Genossenschaft Coop.
Gewerkschaftlich war sie über viele Jahre hinweg im VPOD aktiv, wo sie von 1979 bis 1983 auch eine Untergruppe des VPOD Zürich Städtische präsidierte.
Von 2004 bis 2012 amtete sie als Präsidentin des Hilfswerks Co-Operaid. Dieses Hilfswerk, das 1998 das Zewo-Gütesiegel erhalten hatte, ist ein neutraler Verein mit Sitz in Zürich.
Waldner leidet an multipler Sklerose. Zu ihren krankheitsbedingten Einschränkungen äusserte sie sich immer wieder offen. Eine ihrer liebsten Freizeitbeschäftigungen ist das Unternehmen von ausgiebigen Wanderungen entlang von Schweizer Flüssen, worüber sie auch publizierte. Eine weitere ihrer Spezialitäten sind längere Wanderungen (Stadtwanderungen) auf dem Gebiet der Stadt Zürich.